# Дроґослав (Куявсько-Поморське воєводство)
Дроґослав (пол. Drogosław) — село в Польщі, у гміні Шубін Накельського повіту Куявсько-Поморського воєводства.
Населення — 45 осіб (2011).
У 1975-1998 роках село належало до Бидгощського воєводства.

## Демографія
Демографічна структура станом на 31 березня 2011 року:
|          | Загалом | Допрацездатний вік | Працездатний вік | Постпрацездатний вік |
| -------- | ------- | ------------------ | ---------------- | -------------------- |
| Чоловіки | 20      | 7                  | 13               | 0                    |
| Жінки    | 25      | 6                  | 14               | 5                    |
| Разом    | 45      | 13                 | 27               | 5                    |